# 风味人间
《风味人间》（英語：Once Upon a Bite）是由腾讯视频出品、陈晓卿担任总导演的纪录片。第一季于2018年10月28日至12月16日每周日在浙江卫视首播，线上由腾讯视频同步播出。第二季于2020年4月26日至2020年6月19日每周日同样由浙江卫视和腾讯视频同步播出。